# Hamm
Hamm è una città extracircondariale tedesca situata nel Land della Renania Settentrionale-Vestfalia.

## Monumenti
- Castello di Heessen, nel distretto cittadino di Heeßen

## Amministrazione

### Gemellaggi
Hamm è gemellata con le seguenti città:
- Bradford, dal 1976
- Afyonkarahisar
- Chattanooga, dal 1977
- Kalisz, dal 1991
- Mazatlán, dal 1978
- Neufchâteau, dal 1967
- Oranienburg, dal 1990
- Santa Monica, dal 1969
- Toul, dal 1987
- Crotone, dal 2013
- Bari, dal 2021[3]